# Johann Ludwig Christian Carl Gravenhorst
Johann Ludwig Christian Carl Gravenhorst (ur. 14 listopada 1777 w Brunszwiku; zm. 14 stycznia 1857 we Wrocławiu) – niemiecki zoolog i uczony, profesor kilku niemieckich uczelni.

## Życiorys
W 1797 rozpoczął studia prawnicze na uniwersytecie w Helmstedt, w 1799 zmienił jednak kierunek na studia przyrodnicze w Getyndze. W 1801 uzyskał promocję doktorską z entomologii, zaś w 1804 habilitację z zoologii.
Członek Akademii Nauk w Getyndze. W latach 1810–1811 profesor Uniwersytetu Viadrina we Frankfurcie nad Odrą, potem profesor Uniwersytetu Wrocławskiego.